# Norwegische Straßen-Radmeisterschaften 2016
Die Norwegischen Straßen-Radmeisterschaften 2016 fanden vom 19. Juni bis 26. Juni in Bodø in Nordland statt.

## Straßenrennen

### Männer Elite
| Platz | Athlet               | Zeit       |
| ----- | -------------------- | ---------- |
| 1     | Edvald Boasson Hagen | 4:22:36 h  |
| 2     | Alexander Kristoff   | + 0:04 min |
| 3     | Kristoffer Halvorsen | gl. Zeit   |
| 4     | Sondre Holst Enger   | gl. Zeit   |
| 5     | Herman Dahl          | + 0:05 min |
| 6     | Ole Forfang          | + 0:06 min |
| 7     | Truls Engen Korsæth  | gl. Zeit   |
| 8     | Anders Skaarseth     | + 0:14 min |
| 9     | Vegard Breen         | gl. Zeit   |
| 10    | Reidar Borgersen     | + 0:23 min |

Länge: 189 km

Start: Sonntag, 26. Juni

Strecke: Bodø–Bodø
Durchschnittsgeschwindigkeit des Siegers: 43,18 km/h

### Frauen Elite
| Platz | Athletin             | Zeit       |
| ----- | -------------------- | ---------- |
| 1     | Vita Heine           | 3:13:15 h  |
| 2     | Miriam Bjørnsrud     | + 1:09 min |
| 3     | Katrine Aalerud      | + 1:29 min |
| 4     | Julie Solvang        | gl. Zeit   |
| 5     | Emilie Moberg        | + 2:27 min |
| 6     | Stine Borgli         | gl. Zeit   |
| 7     | Vibeke Dybwad        | + 2:29 min |
| 8     | Kirsti Ruud          | + 2:30 min |
| 9     | Line Marie Gulliksen | gl. Zeit   |
| 10    | Ingrid Moe           | gl. Zeit   |

Länge: 118 km

Start: Sonntag, 26. Juni

Strecke: Bodø–Bodø
Durchschnittsgeschwindigkeit der Siegerin: 36,64 km/h

### Männer U23
| Platz | Athlet                 | Zeit       |
| ----- | ---------------------- | ---------- |
| 1     | Amund Grøndahl Jansen  | 3:26:18 h  |
| 2     | Kristoffer Halvorsen   | + 0:07 min |
| 3     | Markus Hoelgaard       | gl. Zeit   |
| 4     | Anders Skaarseth       | gl. Zeit   |
| 5     | Rasmus Fossum Tiller   | gl. Zeit   |
| 6     | Syver Wærsted          | gl. Zeit   |
| 7     | Fridtjof Røinås        | gl. Zeit   |
| 8     | Alexander Sterk-Hansen | gl. Zeit   |
| 9     | Henrik Evensen         | gl. Zeit   |
| 10    | Nikolai Tefre Lunder   | gl. Zeit   |

Länge: 142 km

Start: Sonntag, 19. Juni

Strecke: Bodø–Bodø
Durchschnittsgeschwindigkeit des Siegers: 41,30 km/h

### Junioren
| Platz | Athlet               | Zeit      |
| ----- | -------------------- | --------- |
| 1     | Joakim Kjemhus       | 2:59:11 h |
| 2     | Håkon Lunder Aalrust | gl. Zeit  |
| 3     | Erik Ysland          | gl. Zeit  |

Länge: 120 km

Start: Sonntag, 19. Juni

Strecke: Bodø–Bodø
Durchschnittsgeschwindigkeit des Siegers: 40,18 km/h

### Juniorinnen
| Platz | Athlet                   | Zeit       |
| ----- | ------------------------ | ---------- |
| 1     | Susanne Andersen         | 2:24:56 h  |
| 2     | Ingvild Gåskjenn         | + 4:12 min |
| 3     | Hedda Wallstrøm Johansen | + 5:38 min |

Länge: 84 km

Start: Sonntag, 19. Juni

Strecke: Bodø–Bodø
Durchschnittsgeschwindigkeit des Siegers: 34,77 km/h

## Einzelzeitfahren

### Männer Elite
| Platz | Athlet               | Zeit         |
| ----- | -------------------- | ------------ |
| 1     | Edvald Boasson Hagen | 1:02:37,5 h  |
| 2     | Vegard Stake Laengen | + 0:19,2 min |
| 3     | Andreas Vangstad     | + 0:42,2 min |
| 4     | Reidar Borgersen     | + 0:48,6 min |
| 5     | Vegard Breen         | + 1:22,7 min |
| 6     | Krister Hagen        | + 2:46,1 min |
| 7     | Kristoffer Skjerping | + 3:04,8 min |
| 8     | Sindre Eid Hermansen | + 3:05,9 min |
| 9     | Truls Engen Korsæth  | + 3:08,1 min |
| 10    | Bjørn Tore Hoem      | + 3:43,2 min |

Länge: 47,40 km

Start: Donnerstag, 23. Juni

Strecke: Saltstraumen–Saltstraumen

Durchschnittsgeschwindigkeit des Siegers: 45,42 km/h

### Frauen Elite
| Platz | Athletin                | Zeit       |
| ----- | ----------------------- | ---------- |
| 1     | Vita Heine              | 53:44 min  |
| 2     | Cecilie Gotaas Johnsen  | + 2:16 min |
| 3     | Miriam Bjørnsrud        | + 2:33 min |
| 4     | Thrude Natholmen        | + 4:04 min |
| 5     | Ingrid Moe              | + 4:21 min |
| 6     | Turid Hagelia Korshavn  | + 4:36 min |
| 7     | Trine Hansen            | + 4:40 min |
| 8     | Thea Thorsen            | + 4:53 min |
| 9     | Ingrid Lorvik           | + 5:08 min |
| 10    | Emma Kristine Skjerstad | + 6:08 min |

Länge: 34,20 km

Start: Donnerstag, 23. Juni

Strecke: Saltstraumen–Saltstraumen

Durchschnittsgeschwindigkeit der Siegerin: 38,19 km/h

### Junioren
| Platz | Athlet             | Zeit       |
| ----- | ------------------ | ---------- |
| 1     | Iver Knotten       | 48:42 min  |
| 2     | Andreas Leknessund | + 0:10 min |
| 3     | Even Fløystad      | + 2:08 min |

Länge: 34,20 km

Start: Donnerstag, 23. Juni

Strecke: Saltstraumen–Saltstraumen
Durchschnittsgeschwindigkeit des Siegers: 42,14 km/h

### Juniorinnen
| Platz | Athlet               | Zeit       |
| ----- | -------------------- | ---------- |
| 1     | Susanne Andersen     | 26:17 min  |
| 2     | Ingvild Gåskjenn     | + 1:09 min |
| 3     | Thea Kristine Matter | + 1:22 min |

Länge: 17,50 km

Start: Donnerstag, 23. Juni

Strecke: Saltstraumen–Saltstraumen
Durchschnittsgeschwindigkeit des Siegers: 39,95 km/h